# Oulunsalo
Oulunsalo (Zweeds: Uleåsalo) is een voormalige gemeente in de Finse provincie Oulu en in de Finse regio Noord-Österbotten. De gemeente had een totale oppervlakte van 168 km² en telde 8704 inwoners in 2003.
In 2009 werd de gemeente bij Oulu gevoegd.

## Geboren

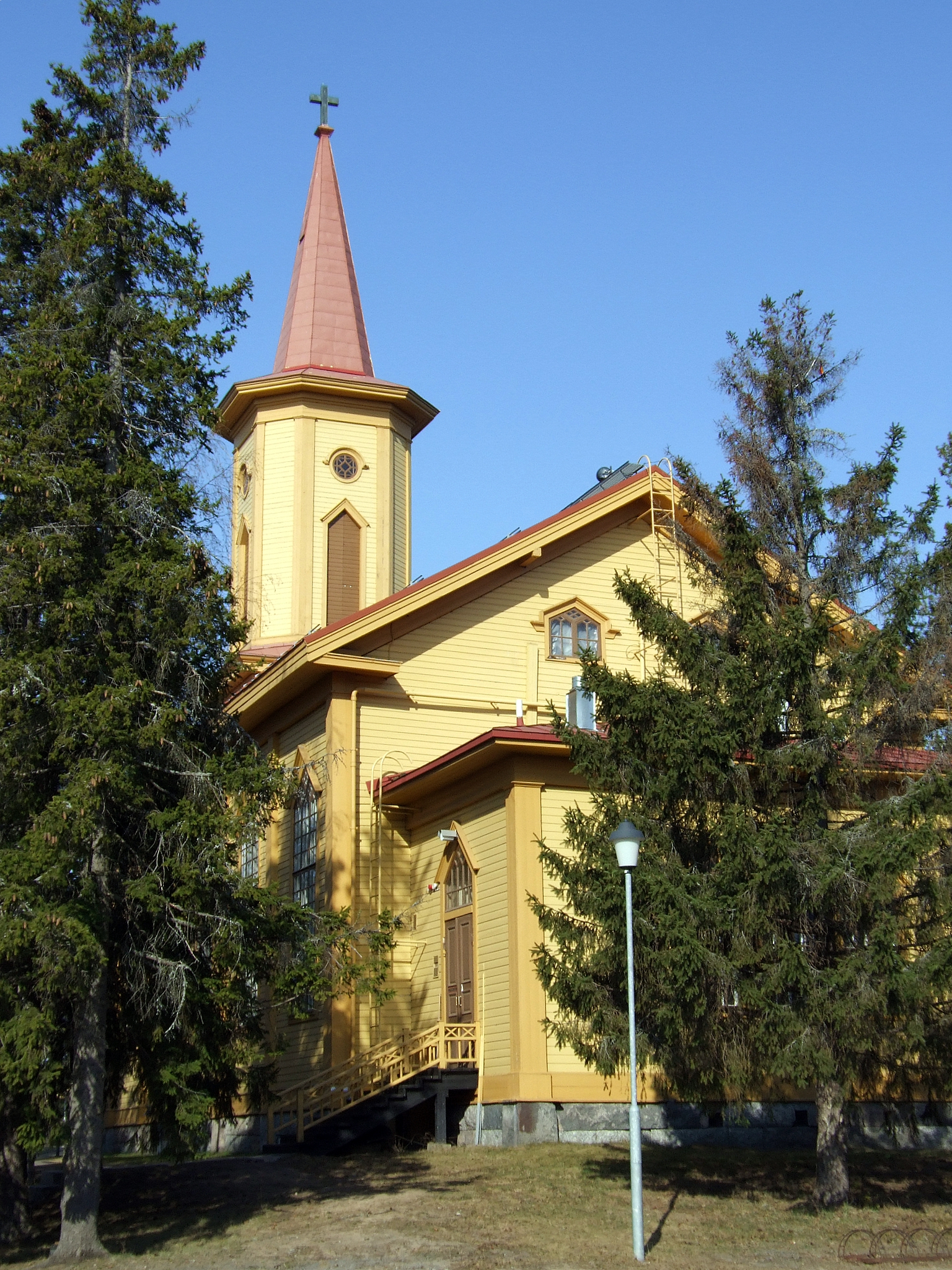
Kerk

- Saara Aalto (1987), Fins zangeres